# Bolanosa coulteri
Bolanosa es un género monotípico de plantas fanerógamas perteneciente a la familia de las asteráceas. Su única especie, Bolanosa coulteri, es originaria de México.

## Taxonomía
Bolanosa coulteri fue descrita por Asa Gray y publicado en Smithsonian Contributions to Knowledge 3(5): 82. 1852.
sinonimia
- Vernonia coulteri (A.Gray) B.L.Turner
- Vernonia floccosa M.E.Jones[3]